# Eendracht Serskamp
Eendracht Serskamp was een Belgische voetbalclub uit de Serskamp. De club was aangesloten bij de KBVB met stamnummer 6230 en had wit en zwart als kleuren.

## Geschiedenis
In 1959 sloot Eendracht Serskamp zich aan bij de Belgische Voetbalbond, waar het stamnummer 6230 kreeg toegekend. Schellebelle ging er van start in de provinciale reeksen. Serskamp bleef de volgende decennia in de lagere provinciale reeksen spelen. Op het eind van de 20ste eeuw kende de club even een korte opmars. In 1997 behaalde men de titel in Vierde Provinciale en promoveerde men nog eens naar Derde Provinciale. Daar behaalde men in 1999 ook een titel en zo stootte de club na twee seizoenen al door naar Tweede Provinciale. Het verblijf in Tweede Provinciale was kort van korte duur; een jaar later zakte men al terug naar Derde Provinciale.
In 2008 fusioneerde Eendracht Serskamp met het naburige SOS Schellebelle. SOS Schellebelle speelde dat seizoen in de staart van zijn reeks in Tweede Provinciale, Eendracht Serskamp speelde onderin Derde Provinciale. De fusieclub werd KVV Schelde Serskamp-Schellebelle genoemd en speelde verder met stamnummer 4022 van Schellebelle in Derde Provinciale. Stamnummer 6230 van Serskamp werd geschrapt. Het eerste elftal ging op de terreinen van Serskamp spelen, de meeste jeugdploegen en het dameselftal in Schellebelle. De fusieclub kreeg blauw als nieuwe clubkleur.